# جسر دانيانغ-كونشان الكبير
جسر دانيانغ-كونشان الكبير (بالصينية: 丹阳－昆山大桥 تنطق Dānyáng-Kūnshān dà qiáo) (بالإنجليزية: Danyang–Kunshan Grand Bridge)‏ هو جسر خاص بالسكك الحديدية يقع في منطقة جيانغسو في الصين يعتبر أطول جسر في العالم  ويبلغ طول هذا الجسر الصيني (164.8 كيلومتر) (102.4 ميل) وهو خاص بخط سكة حديد بكين-شانغهاي.

## الموقع والبناء
يقع جسر دانيانغ-كونشان الكبير (بالإنجليزية: Danyang–Kunshan Grand Bridge)‏على خط السكك الحديدية بين شانغهاي ومدينة نانجينغ في مقاطعة جيانغسو بشرق الصين
في منطقة «إقليم نهر اليانغتسي» حيث تتميز الجغرافيا بحقول الأرز في الأراضي المنخفضة، والقنوات والأنهار والبحيرات.
الجسر يمتد تقريبا حوالي 5 إلى 50 ميلا إلى الجنوب موازيا لنهر يانغتسي، ويمر الجسر عبر الحواف الشمالية للمراكز السكانية (من الغرب إلى الشرق) تبدأ في دانيانغ، سوتشو تشانغتشو، ووشي، وتنتهي في كونشان.
هناك مقطع طويل طوله 9 كم (5.6 ميل) عبر المياه المفتوحة عبر بحيرة يانغتشنغ في سوتجو

### البناء
بدأت اشغال بناء جسر دانيانغ-كونشان الكبير (بالإنجليزية: Danyang–Kunshan Grand Bridge)‏ في 2006 وتم الانتهاء منها في عام 2010 وافتتح في عام 2011 وقد كلف بناء الجسر حوالي 8.5 مليار دولار

## أطول جسر في العالم
حصل جسر دانيانغ-كونشان على لقب أطول جسر في العالم (164.8 كيلومتر) (حوالي 102.4 ميل) في سجلات غينيس للأرقام القياسية في أي فئة اعتبارا من حزيران/يونيه 2011 